# Sophronica subcarissae
Sophronica subcarissae är en skalbaggsart som beskrevs av Stefan von Breuning 1968. Sophronica subcarissae ingår i släktet Sophronica och familjen långhorningar.
Artens utbredningsområde är Laos. Inga underarter finns listade i Catalogue of Life.